# Ronaldo Puno

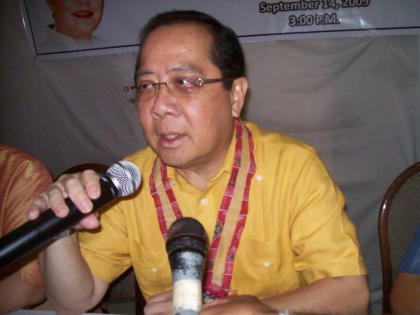
Ronaldo Puno in 2009

Ronaldo V. Puno (Manilla, 25 april 1948) is een Filipijns politicus. Puno was minister van Binnenlandse Zaken in het kabinet van Joseph Estrada in het kabinet van Gloria Macapagal-Arroyo. Ook was hij twee jaar lid van het Filipijns Huis van Afgevaardigden. Puno staat tevens bekend als een succesvol campagneleider en was betrokken bij de geslaagde campagnes van de presidenten Fidel Ramos, Joseph Estrada en Gloria Macapagal Arroyo

## Biografie
Ronaldo Puno werd geboren op 25 april 1948 in de Filipijnse hoofdstad Manilla. Hij komt uit een gezin van 12 kinderen. Zijn ouders waren voormalig minister van justitie, rechter en parlementslid Ricardo C. Puno en Priscilla Villanueva. Na het voltooien van zijn middelbareschoolopleiding aan de Manuel L. Quezon University studeerde Puno vier jaar lang aan de Ateneo de Manila University, waar hij in 1968 zijn bachelor of Arts-diploma behaalde.
Puno is een succesvol campagneleider en was betrokken bij de geslaagde campagnes van de presidenten Fidel Ramos, Joseph Estrada en Gloria Macapagal Arroyo. Van 1999 tot 2000 was Puno minister van binnenlandse zaken en lokale overheid in het kabinet van Joseph Estrada. In 2004 werd Puno gekozen als lid van het Filipijns Huis van Afgevaardigden namens het kiesdistrict van Antipolo. In 2006 werd Puno voor de tweede maal benoemd als minister van binnenlandse zaken en lokale overheid.
Puno is sinds 2004 lid van KAMPI.